# Мелдау, Брэд
Брэдфорд Александр «Брэд» Мелдау (англ. Brad Mehldau; род. 23 августа 1970) — американский джазовый пианист, композитор и аранжировщик.
Мелдау учился музыке в Новой школе (Нью-Йорк), а также гастролировал и записывался во время учебы. Был членом квартета саксофониста Джошуа Редмана с басистом Кристианом Макбрайдом и барабанщиком Брайаном Блейдом в середине 1990-х годов, также возглавляет собственное трио с начала 1990-х годов. Первый долгосрочный состав трио включал басиста Ларри Гренадьера и барабанщика Хорхе Росси (англ. Jorge Rossy); в 2005 году Джефф Баллард заменил Росси.
С начала 2000-х годов Мелдау экспериментирует с различными музыкальными форматами в дополнение к трио и сольным работам. Альбом Largo, выпущенный в 2002 году, наполнен электронным звучанием и различными темами, позаимствованных у рок-музыкантов, а также классических композиторов; из более поздних примеров запись с гитаристом Пэтом Метени, написание и исполнение песенных циклов для академических вокалисток Рене Флеминг и Анне Софи фон Оттер, сочинение оркестровых произведений в Highway Rider (2009) и исполнение на электронных клавишных инструментах в дуэте с барабанщиком Марком Джулианой.
Аспекты поп-музыки, рока и классической музыки, включая немецкий романтизм, используются Мелдау при исполнении. Благодаря использованию некоторых традиционных элементов джаза, одновременному воспроизведению различных мелодий в отдельных руках и использованию поп-и рок-произведений, Мелдау повлиял на музыкантов не только в мире джаза, но и за его пределами, в подходе к написанию музыки, игре и выбору репертуара.

## Биография

### Ранняя жизнь
Мелдау родился 23 августа 1970 года в Джексонвилле, штат Флорида. Его отец, Крейг Мелдау, был офтальмологом, и мать, Аннет, домохозяйкой. Сестра Ли Энн стала социальным работником. В детстве в доме всегда было фортепиано, и изначально Брэд слушал поп-и рок-музыку по радио. Его семья переехала в Западный Хартфорд, штат Коннектикут, когда Мелдау было 10. До переезда Брэд играл в основном простые поп-мелодии и упражнения из учебников, но в новом городе у него появился учитель фортепиано, который познакомил его с классической музыкой. Интерес к новой для себя музыке продолжался несколько лет, но к 14 годам он больше слушал джаз, в том числе записи саксофониста Джона Колтрейна и пианиста Оскара Питерсона. Запись концерта Bremen/Lausanne Кита Джаррета помогли Мелдау реализовать потенциал фортепиано как инструмента.
Мелдау учился в Средней школе имени Уильяма Х. Холла и играл в её концертном джазовом оркестре. С 15 лет и до окончания средней школы он еженедельно выступал в местном клубе, а также на свадьбах и других вечеринках, часто с сокурсником, саксофонистом Джоэлом Фрамом. В начальных классах школы Мелдау выиграл награду колледжа Беркли как лучший музыкант среди школьников. До этого момента Мелдау описывал себя как «белого ребенка из высшего среднего класса, который жил в довольно однородной среде».
После окончания школы, в 1988 году переехал в Нью-Йорк для изучения джаза и современной музыки в Новой школе. Учился у пианистов Фред Херша, Джуниора Мэнса и Кенни Вернера, а также барабанщика Джимми Кобба. В 1989 году Мелдау стал частью группы саксофониста Кристофера Холлидея и гастролировал в течение нескольких месяцев. В результате практический ежедневных выступлений Мелдау смог объединить музыку Уинтона Келли и Маккоя Тайнера, его двух основных кумиров до этого момента, и начал развивать свое собственное звучание. До 20 лет Мелдау также гастролировал в коллективе Джимми Кобба, вместе с однокурсником, гитаристом Питером Бернштейном.

### Поздняя жизнь и карьера

#### 1991—1998

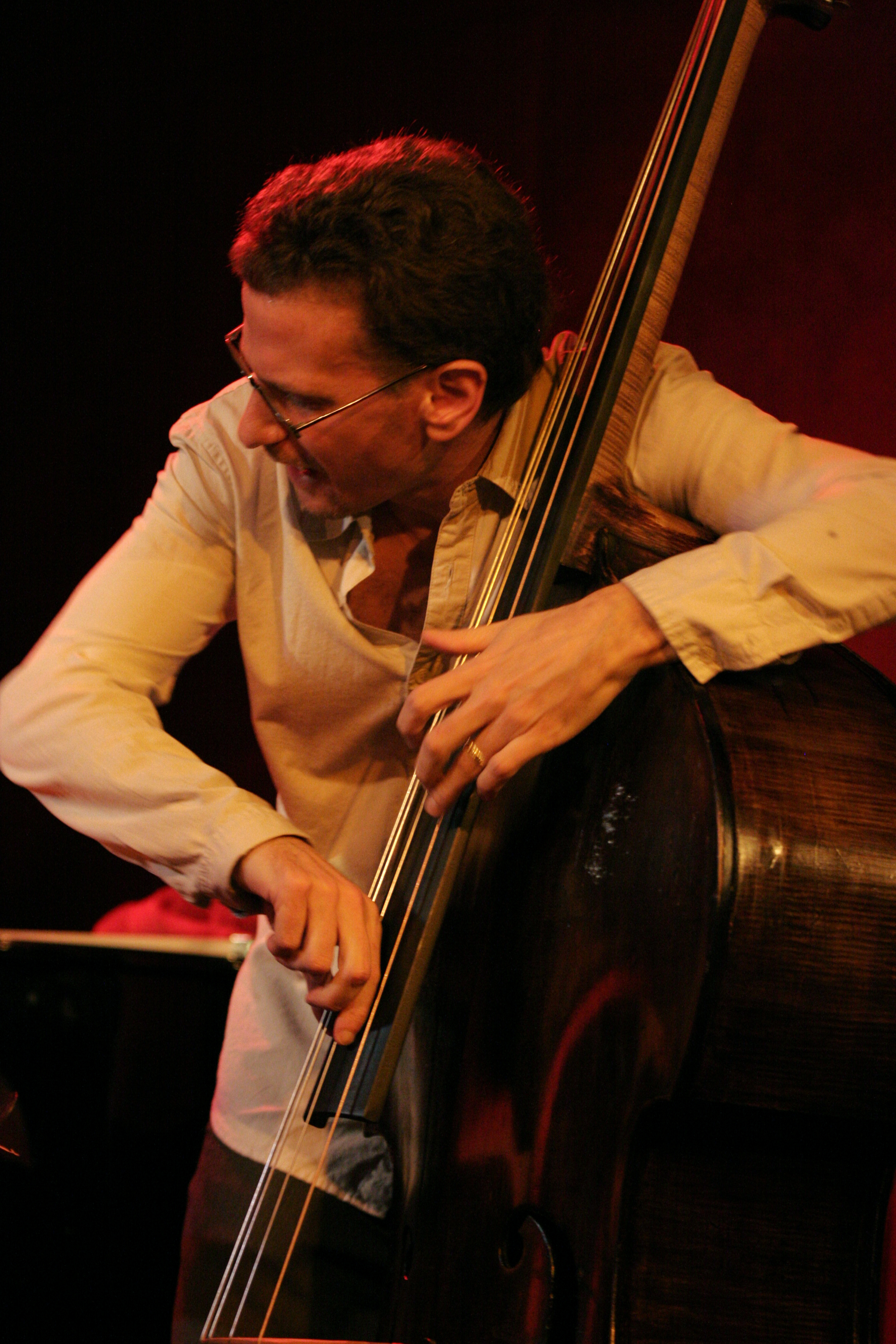
Постоянный участник трио Брэда Мелдау, Ларри Гренадьер, 2009 год

Первой записью Мелдау был альбом The Natural Moment для Кристофера Холлидея, который вышел в 1991 году; также в этом же году состоялся первый тур музыканта по Европе. Интерес Мелдау к классической музыке вернулся, когда ему было двадцать с небольшим лет, что подтолкнуло его к развитию игры левой рукой. С 1992 руководил собственным трио, с которым выступал в известном нью-йоркском клубе Village Gate. В это время Мелдау играл в различных составах, в качестве сайд-мена. В начале 1993 года выступал с саксофонистом Перико Самбитом, в этом же году вышел первый релиз, где Мелдау выступал в качестве солидера. Также гастролировал с саксофонистом Джошуа Редманом в течение 18 месяцев. В 1994 году Редман и его коллектив привлекли внимание альбомом Moodswing, что также вошло в портфолио крупных совместных работ Мелдау. Также в этом составе был исполнен саундтрек к фильму Ваня на 42-й улице, для которого Редман написал музыку.
Мелдау окончил Новую школу в 1993 году. Основал свое первое долгосрочное трио в 1994 году с басистом Ларри Гренадьером и барабанщиком Хорхе Росси. В следующем году Мелдау записал Introducing Brad Mehldau для Warner, свой первый альбом в качестве лидера. Альбом был хорошо принят, издание The Penguin Guide to Jazz комментировало: «это как если бы он знал о джазовой традиции, но совершенно не был ею обременен». Его второй альбом для Warner, The Art of the Trio Volume One, был записан в 1996 году и получил широкую оценку критиков. Название было выбрано продюсером Мэттом Пирсоном, и должно было привлечь внимание и помочь построить бренд.
К концу 1990-х годов Мелдау считался одним из ведущих джазовых музыкантов. Критик Джон Фордхэм назвал его «следующей великой клавишной звездой джаза». Оценка не была единогласной: некоторые из написанных самими пианистами заметок и комментариев в интервью, повествовали философские размышления и отрицательные сравнения с пианистом Биллом Эвансом. Все это порождало неприязнь у некоторых, тем самым, по словам критика Нейта Чинена, «Мелдау зарабатывал репутацию баловства». Многие критики, однако, пересмотрели свое суждение о его основных влияниях, которые ранее воспринимались как что-то от Эванса. Также комментировали не музыкальное сходством с Эвансом — борьба Мелдау с зависимостью от героина в течение 1990-х, вплоть до 1998 года. Примерно в 1996 году он переехал в Лос-Анджелес, чтобы попытаться преодолеть проблему с наркотиками. Позже Мелдау заявил, что «как только я прекратил употреблять героин, это стало похоже на порыв творчества, который до этого сдерживался».
В 1996 вышла одна из нескольких записей с саксофонистом Ли Коницем и басистом Чарли Хейденом. Опыт записи музыки для фильмов продолжился в 1997 году, где Мелдау выступил в роли аккомпаниатора на некоторых треках в фильме Полночь в саду добра и зла. Серия альбомов в трио также продолжилась, во второй части применялись некоторые традиционные элементы джаза, хоть музыка и не была ограничена их рамками. Live at the Village Vanguard: The Art of the Trio Volume Two состоял полностью из стандартов и был записан на серии концертов 1997 года в клубе Village Vanguard; был выпущен в следующем году. Название снова привлекло внимание, поскольку записи концертов из данного клуба были выпущены крупнейшими джазовыми музыкантами, в том числе Биллом Эвансом, саксофонистами Джоном Колтрейном и Сонни Роллинзом. Студийный альбом Songs: The Art of the Trio Volume Three, выпущенный в 1998 году, содержал авторские композиции, стандарты, а также «River Man» Ника Дрейка и «Exit Music (For a Film)» группы Radiohead. Этот альбом был выбран Джоном Фордхэмом в качестве лучшего джазового компакт-диска года.
Мелдау утвердился на сцене международных джазовых фестивалей в середине-конце 1990-х, принимая участие в таких мероприятиях, как Международный джазовый фестиваль в Монреале и Джазовый фестиваль в Монтрё в 1997 году, North Sea Jazz Festival в 1998 году. Также в 1998 году пианист принял участие в записи альбома Джошуа Редмана под названием Timeless Tales (For Changing Times), также участвовал в альбоме Teatro кантри-исполнителя Вилли Нельсона. Тем же летом Мелдау провел несколько месяцев в Германии, развивая свой интерес к её языку, литературе и музыке.

#### 1999—2004
Интерес Мелдау к фигурам немецкого романтизма 19-го века, в том числе Брамсу, Шуберту и Шуману, повлиял на его первый сольный фортепианный релиз Elegiac Cycle, который был записан в 1999 году и нарушил последовательность записей трио под его именем. Art of the Trio 4: Back at the Vanguard был записан и выпущен в том же году, включая в себя больше выступлений из клуба Village Vanguard. Запись включает в себя стандарты, авторские композиции Мелдау, «Solar» Майлза Дэвиса и другую версию «Exit Music (For a Film)». Также в 1999 году Мелдау участвовал в записи двух альбомов саксофониста Чарльза Ллойда. В следующем году вышел альбом Places, содержащий как сольные фортепианные пьесы, так и композиции в трио. Все треки были написаны Мелдау, и были основаны на его опыте посещения различных мест по всему миру в разное время. Progression: The Art of the Trio, Vol. 5 - последний альбом в серии, концертная запись из Village Vanguard. Был записан в 2000 году и выпущен в 2001. Оглядываясь в прошлое, Мелдау в 2005 году комментировал, что «трио создало мою личность». В течение трех лет до конца 2001 года его трио гастролировало большую часть каждого года.
В 2001 году Мелдау расширился собственный список саундтреков к фильмам, в котором уже числились Отель «Миллион долларов» и Космические ковбои. Был написан саундтрек к французскому фильму Моя жена — актриса. В том же году он покинул Лос-Анджелес. В этом же году впервые произошла коллаборация с саксофонистом Уэйном Шортером, в результате чего был записан альбом Alegría, который в 2004 году был удостоен двух премий Грэмми.
Пока выступления и записи в трио продолжались, Мелдау в начале-середине 2000-х стал выступать в других для себя условиях. Результатом этого стал альбом Largo 2002 года, который впервые отклонился от фортепианных сольных работ или альбомов в трио. Продюсером альбома выступил Джон Брайон, которого Мелдау встретил в калифорнийском клубе, где проводились еженедельные хеппенинги. В альбоме, в дополнение к обычному трио Мелдау, были задействованы рок-музыканты и инструменты, связанные в большей степени с классической музыкой, а также эксперименты с подготовленным фортепиано и «несколькими дорожками звука с электронным усилением». По данным на 2010 год, это был самый продаваемый альбом Мелдау.
Результаты двух следующих дней записи в 2002 году были разделены на два альбома: Anything Goes, выпущенный в 2004 году, который содержал в себе различные композиции других авторов, и авторские композиции Мелдау, которые были выпущены на альбоме House on Hill в 2006 году. Сольная запись 2003 года Live In Tokyo, отразила большой лиризм в игре Мелдау и была выпущена в 2004 году, впервые на Nonesuch Records, принадлежащей Warner Bros. Летом 2004 года Мелдау три недели гастролировал по Европе с группой, в которую входили гитарист Курт Розенвинкель и Джошуа Редман. Осенью этого же года Мелдау сформировал квартет с саксофонистом Марком Тернером, Гренадьером на басу и Джеффом Баллардом на барабанах.

#### 2005-настоящее время

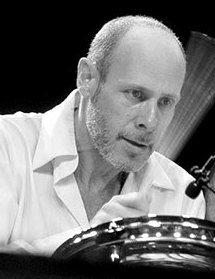
Джефф Баллард, барабанщик в трио Мелдау с 2005 года

В 2005 году Баллард заменил Росси в качестве барабанщика в трио Мелдау. Это, по мнению критика Рэя Комиски, радикально не изменило звучание трио, но придало ему «более острый край», а «басист Ларри Гренадьер остался в роли опоры, центром, вокруг которого существовали фортепиано и ударные». Другой критик, Бен Рэтлифф, предположил, что звучание нового трио стало «более плотным и шумным», с более явными ритмами, чем в предыдущим составе. В феврале 2005 года Мелдау впервые выступил в Гонконге со своим новым трио. Первым альбомом в данном составе стал Day Is Done, который был записан в сентябре этого же года.
Мелдау продолжал расширять пределы сольной игры и игры в трио. Весной 2005 года он дебютировал в цикле песен, который написал для оперной певицы Рене Флеминг. Данная коллаборация была образована по заказу Карнеги-холла, премьера состоялась мае 2005 года, в Zankel Hall. Студийная запись 2006 года содержала музыку к стихам Райнера Мария Рильке и Луиз Боган. С 2005 года Мелдау также сотрудничал с гитаристом Пэтом Мэтени, вместе они записали два альбома, вместе с Гренадьером и Баллардом, а в 2007 году отправились в мировое турне.
Ещё один лайв из Village Vanguard, Brad Mehldau Trio Live, был записана в 2006 году и выпущена через два года. Данная запись также содержала много композиций других авторов и групп, а именно «Wonderwall» рок-группы Oasis, «Black Hole Sun» гранж-группы Soundgarden и композиция «O Que Será» Шику Буарки; «Это обычный бизнес — современное джазовое фортепиано», — прокомментировал Фордхэм. Следующая запись 2006 года была выпущена как Live in Marciac в 2011 году; издание содержало в себе два компакт-диска и один DVD сольного концерта пианиста. Мелдау утверждал, что его третья сольная запись «является началом более свободного подхода, […] и, возможно, [содержит] больше легкости и плавности в музыкальной текстуре с проведением нескольких голосов одновременно». В 2006 году Мелдау участвовал в записи последнего альбома саксофониста Майкла Брекера под названием Pilgrimage.
В марте 2007 года Мельдау впервые исполнил свой концерт для фортепиано с оркестром «Вариации Брэйди Банча для фортепиано с оркестром» (англ. The Brady Bunch Variations for Piano and Orchestra) при участии Национального оркестра Франции в театре Шатле (Париж). Позже Карнеги-Холл сделал ещё один заказ для Мелдау — написать цикл песен Love Songs для певицы Анны Софи фон Оттер; впервые цикл был представлен в 2009 году и записан в следующем году. В 2009 году Мелдау стал куратором лондонской джазовой серии Wigmore Hall, и был им в течение двух лет.
В 2009 году Мелдау записал Highway Rider, альбом, в записи которого принимали участие его обычное трио, а также приглашенные музыканты и оркестр из 28 музыкантов. Композиционно альбом был снова основан на теме путешествий, спродюсирован Джоном Брайоном. По описанию критика Майка Хобарта, альбом «исследует слияние произвольного и непроизвольного баланса в музыке между записанными в ноты темами и импровизацией». Выступление с новым альбомом состоялись зимой 2010-11 годов по США и Европе. Трио Мелдау вернулись в студию впервые за несколько лет в 2008 году и снова в 2011 году, результатом чего стал альбом Ode, состоящий из авторский композиций пианиста, и Where Do You Start, состоящий из каверов. Обозреватель издания Down Beat Джим Макни прокомментировал, что в Ode: «больше, чем когда-либо, Мелдау использует свой инструмент в качестве барабана, вставляя ноты стаккато в пасть грозной суеты ритм-секции».
В течение 2010-11 годов Мелдау занимал должность The Richard and Barbara Debs Composer’s Chair (рус. Кресло композитора Ричарда и Барбары Дебс) в Карнеги-холл, первый из джазовых музыкантов. Также были записаны фортепианные дуэты с Кевином Хейсом. Данная коллаборация состоялась за авторством Патрика Зиммерли, где он выступил автором аранжировок. В композициях альбома оба пианиста играли сочиненную партию для левой руки, импровизируя правой; «делать и то, и другое одновременно — настоящее испытание. Мозг чувствует, что он разделен пополам», — прокомментировал Мелдау. Также в 2011 году Мелдау снова гастролировал с фон Оттер, был записан альбом с мандолинистом и певцом Крисом Тайлом, сыграл серию концертов с Редманом по Европе, шесть пьес из которых были выпущены пять лет спустя на альбоме Nearness. В 2012 году Мелдау и Камерный оркестр Орфея представили свои «Вариации для фортепиано с оркестром на тему тоски» в Европе. Первоначально пьеса была написана для сольного исполнения, но была инстурментована Мелдау для исполнения с оркестром.
В 2013 году Мелдау начал гастролировать с барабанщиком Марком Гилианой в дуэте, которому было присвоено имя «Mehliana». Их игра была в значительной степени импровизированной и находилась под влиянием даба, драм-н-бейса, электро и фанка. Альбом Mehliana: Taming the Dragon вышел в феврале 2014 года. В конце 2015 года была выпущена коллекция сольных фортепианных записей концертов Мелдау в Европе 2004-14 годов под названием 10 Years Solo Live. Еще один альбом в трио с Гренадьером и Баллардом Blues and Ballads, был записан в 2012 и 2014 годах и выпущен в 2016 году. Также в 2016 году Мелдау и Гилиана сформировали трио с гитаристом Джоном Скофилдом; концерты состоялись в Соединенных Штатах, перед туром по Европе.
Интерес Мелдау к классической музыке продолжился с заказами нескольких концертных залов, в результате чего были написаны композиции, вдохновленные Иоганном Себастьяном Бахом; в течение 2015 года Мелдау также исполнял композиции Баха в своих сольных выступлениях. Они стали источником его сольного фортепианного альбома After Bach, который был записан в 2017 и выпущен в следующем году. После вышел альбом Seymour Reads the Constitution! в трио с Гренадьером и Баллардом, в 2017 году. Его следующий альбом, выпущенный в 2019 году, называется Finding Gabriel. В этом же году Мелдау исполнил еще один песенный цикл в Вигмор-холле, на этот раз с Иэном Бостриджем. Jacob's Ladder, альбом, в котором исследуется влияние прогрессивного рока на музыку Мелдау. Был записан в 2020 и 2021 годах и выпущен в 2022 году.

## Артистизм
Мелдау цитирует пианистов Ларри Голдингса за «его полный подход к инструменту» и Кевина Хейса за добавление альтернативных гармоний в сетку, а также гитариста Питера Бернштейна за то, что он показывает ценность воспроизведения мелодичных фраз вместо простых паттернов. Мелдау отмечал прямое влияние этих музыкантов на его собственную игру, в дополнение к Джесси Дэвису, Курту Розенвинкелю, Дэвиду Санчесу, Марку Тернеру и другим членам его собственного трио. Также Мелдау заявил, что Фред Херш оказал на него наибольшее влияние как сольный пианист.
Мелдау проявлял интерес к философии и литературе. В интервью 2003 года он описывал романтизм и ностальгию, связывая удовольствие и боль с музыкальным выражением:
Мне нравится та часть мифа об Орфее, где ему разрешено вывезти свою жену от Аида при условии, что он не оглядывается на неё во время поездки по реке Стикс. Когда он не может с собой ничего поделать, он оглядывается назад, и она отдаляется от него вниз по течению, исчезает навсегда. Музыка - это тот самый момент, когда он смотрит на неё: на мгновение увидев то, что вы любите, это исчезает навсегда. Во всем этом есть элемент глупости [...] Музыка как бы объединяет чувство достижения и чувство потери одновременно.
Мелдау часто играет отдельные мелодии разными руками, и одна из центральных особенностей его музыки — игра импровизированного контрапункта. В 2002 году он заявил, что на часть его композиций влияет музыка, которую он недавно слушал: «Если я буду копать интермеццо Брамса, то это поможет мне. Если это Маккой Тайнер, будет больше этого». В выступлениях Мелдау часто использует необычные размеры; например, он играет собственную аранжировку «All the Things You Are» в альбоме Art of the Trio 4 на 7/4, и «I Didn’t Know What Time It Was» в Art of the Trio 1 на 5/4. Он развивал эту способность в течение года, с помощью Росси. Растяжка Мелдау позволяет брать дециму и ундециму на фортепиано.

## Личная жизнь
Мелдау женат на голландской джазовой вокалисте Fleurine, с которой он записывался и гастролировал. Они встретились в 1997 году. Есть трое детей. Старшая дочь родилась в 2001 году. В начале 2006 года Мелдау заявил, что семья обязывает совершать его более короткие поездки. Начиная с 2010 года, он разделил свое время в туре между проживанием в Амстердаме и Нью-Йорке.

## Влияние
Трио Мелдау, по словам Майка Хобарта, «первыми успешно внесли пост-Битлз-поп в джазовый репертуар без какой-либо банальности», а также «традиционный акцент на бравурную технику и групповую динамику». Такой контраст в репертуаре и подходе стали обычным явлением в малых джазовых составах. Сочетание игры правой и левой рукой, отходя от более типичной игры, в которой доминирует правая рука, также оказало влияние на пианистов. Также элементами влияния считается «лиричные мелодии в левой руке, кластеры плотных аккордов среднего диапазона и способность сочетать угловатость [Телониуса] Монка с классической романтикой».
В 2013 году Нейт Чинен писал, что «Мелдау - самый влиятельный джазовый пианист за последние 20 лет». Пианист Этан Айверсон, современник Мелдау, заявил, что Мелдау оказывал влияние на своих сверстников, начиная с конца 1990-х годов. Пианист Джеральд Клейтон (родившийся в 1984 году) подытожил важность Мелдау в интервью 2013 года: «Он привнес новое чувство и звучание в джаз. Я не знаю ни одного современного пианиста, который бы не взял что-то от Брэда. Я рассказал ему, что должен быть арестован за все моменты, которые у него украл». Редман в 2010 году говорил, что альбом Largo особенно важен для музыкантов: «У Брэда было много влиятельных записей, [...] но если вы поговорите с музыкантами, особенно с молодыми музыкантами, многие из них назовут это определяющей записью». Марко Беневенто и Аарон Паркс являются одними из импровизаторов, которые были затронуты альбомом 2002 года.

## Награды
Мелдау выигрывал Фортепианную награду опроса читателей издания Down Beat в 1999, 2000, 2002, 2004, 2007, 2011 и 2012 годы. В 2006 году стал победителем премии Майлса Дэвиса, был награжден на Монреальском международном джазовом фестивале как «джазовый артисты, который внес значительный художественный и инновационный вклад в жанр». В 2015 году Мелдау получил медаль Вигмора, которая «признает значимых фигур в международном музыкальном мире, которые тесно связаны с Вигмор Холл».
Мелдау был номинирован на несколько премий Грэмми. Был номинирован на Лучшее джазовое инструментальное соло на треке «Blame It on My Youth» из The Art of the Trio Volume One в 1998 году, Лучшее джазовое индивидуальное или групповое инструментальное исполнение за Art of the Trio 4: Back at the Vanguard в 2000 году, Лучший инструментальный джазовый альбом за Brad Mehldau Trio Live в 2009 году, Лучшее импровизированное джазовое соло за заглавный трек альбома «Ode» в 2013 году, и Лучшее импровизированное джазовое соло в «I Concentrate on You» на альбоме Mehliana: Taming the Dragon в 2015 году. Также получил ещё две номинации в конце 2016 года: за лучшее импровизированное джазовое соло в «I Concentrate on You» из Blues and Ballads; и Лучший джазовый инструментальный альбом за альбом Nearness с Редманом. В конце 2018 года Seymour Reads The Constitution! был номинирован на Лучший инструментальный джаз-альбом, а «De-Dah» с этого альбома был номинирован на Лучшее импровизированное джазовое соло. В 2019 году альбом Finding Gabriel получает премию Грэмми в категории Лучший джазовый инструментальный альбом.

## Дискография

### В качестве лидера/солидера
Указан год записи.
- New York-Barcelona Crossing, Volumen 1 (1993)
- New York-Barcelona Crossing, Volumen 2 (1993)
- When I Fall in Love (1993)
- Consenting Adults (1994)
- Introducing Brad Mehldau (1995)
- The Art of the Trio Volume One (1996)
- Marian McPartland’s Piano Jazz (1996)
- Live at the Village Vanguard: The Art of the Trio Volume Two (1997)
- Songs: The Art of the Trio Volume Three (1998)
- Elegiac Cycle (1999)
- Art of the Trio 4: Back at the Vanguard (1999)
- Places (2000)
- Progression: The Art of the Trio, Vol. 5 (2000)
- Largo (2002)
- Anything Goes (2002)
- Live in Tokyo (2003)
- House on Hill (2002-05)
- Day is Done (2005)
- Metheny Mehldau (2005)
- Metheny Mehldau Quartet (2005)
- Brad Mehldau Trio Live (2006)
- Love Sublime (2006)
- Live in Marciac (2006)
- Long Ago and Far Away (2007)
- Highway Rider (2009)
- Love Songs (2010)
- Modern Music (2010)
- Ode (2008-11)
- Where Do You Start (2008-11)
- Nearness (2011)
- Mehliana: Taming the Dragon (2014)
- 10 Years Solo Live (2004-14)
- Blues and Ballads (2012-14)
- Chris Thile & Brad Mehldau (2015-16)
- After Bach (2017)
- Seymour Reads the Constitution! (2018)
- Finding Gabriel (2019)

### Саундтреки
- Ваня на 42-й улице (1994)
- Полночь в саду добра и зла (Midnight in the Garden of Good and Evil) (1997)
- С широко закрытыми глазами (Eyes Wide Shut) (1999)
- Космические ковбои (Space Cowboys) (2000)
- Отель «Миллион долларов» (Million Dollar Hotel) (2000)
- Моя жена — актриса (Ma Femme Est une Actrice) (2001)
- Неверная (Unfaithful) (2002)
- Они поженились и у них было много детей (They married and had many children) (2004)
- Дом у озера (Lake House) (2006)
- Моя собака Идиот (Mon Chien stupide) (2019)